# Elecciones generales de Polonia
Las elecciones generales polacas se llevan a cabo desde 1991. Desde entonces se han celebrado las elecciones de:
- Elecciones generales de Polonia (1989)
- Elecciones generales de Polonia (1991)
- Elecciones generales de Polonia (1993)
- Elecciones generales de Polonia (1997)
- Elecciones generales de Polonia (2001)
- Elecciones generales de Polonia (2005)
- Elecciones generales de Polonia (2007)
- Elecciones generales de Polonia (2011)
- Elecciones generales de Polonia (2015)
- Elecciones generales de Polonia (2019)
- Elecciones generales de Polonia (2023)

Antes de las elecciones generales del 1989, Polonia tenía un régimen de gobierno socialista, perteneciente al bloque comunista y teniendo una estrecha relación con la Unión de Repúblicas Socialistas Soviéticas.
- Datos: Q5828201